# 麥地那篇章
麥地那篇章是《古蘭經》裡在穆罕默德遷徙（希吉拉）至麥地那之後所啟示的蘇拉。希吉拉之後穆斯林在麥地那建立了穆斯林統治集團，而非只是過去在麥加遭受迫害的小群體。麥地那篇章大部分置於《古蘭經》的前半部，篇幅較長。為了因應穆斯林面對的新情勢，麥地那篇章的內容通常是法律。此外只要和戰爭有關的蘇拉都是在麥地那啟示的。第一篇麥地那篇章是黃牛章（即第2章），同時也是整部《古蘭經》篇幅最長的蘇拉，長達286個阿亞。
「麥加篇章」與「麥地那篇章」主要的分別是文體特色與主題的差異。麥加篇章的內容主要是敘述真主的尊嚴與大能，且充滿濃厚的預言風格，而麥地那篇章的內容主要在於闡明相關律法。

## 啟示的時間次序
對於麥地那篇章的蘇拉數目及啟示次序，目前仍未有定論。
有一種意見認為啟示次序是：
2, 8, 3, 33, 60, 4, 99, 57, 47, 13,
55, 76, 65, 98, 59, 24, 22, 63, 58, 49,
66, 64, 61, 62, 48, 5, 9, 110
共28個蘇拉。
諾爾迪克（Theodor Nöldeke）認為麥地那篇章的啟示時間次序為：
2, 98, 64, 62, 8, 47, 3, 61, 57, 4,
65, 59, 33, 63, 24, 58, 22, 48, 66, 60,
110, 49, 9, 5
共24個蘇拉。